# Кошень (Молдова)
Кошень (рум. Coșeni) — село в Унгенському районі Молдови. Входить до складу комуни, адміністративним центром якої є село Негуреній-Векі.

## Населення
За даними перепису населення 2004 року у селі проживали 387 осіб.
Національний склад населення села:
| Національність   | Кількість осіб | Відсоток   |
| ---------------- | -------------- | ---------- |
| молдавани румуни | 366 20         | 94,6% 5,2% |
| українці         | 1              | 0,3%       |
| Всього           | 387            | 100%       |